# Момосе Такеакі
Момосе Такеакі (яп. 百瀬武昭; нар. 18 листопада 1970) — японський манґака.

## Роботи
- Miami Guns (1997—1999)
- RahXephon (2001—2002) (вільно ґрунтується на історії Ютаки Ідзубуті/BONES)
- Magikano (2003—2008)
- Kami Sen (2009—2011)
- Nisemono Tenshi (2010—2011)
- Matome x Saito! (2012—2014)